# Parogulnius hypsigaster
Parogulnius hypsigaster är en spindelart som beskrevs av Archer 1953. Parogulnius hypsigaster ingår i släktet Parogulnius och familjen strålspindlar. Inga underarter finns listade i Catalogue of Life.